# 17 (Kylee Saunders)
17 è il primo full-length della cantante nippo-americana Kylee Saunders. È stato pubblicato in Giappone il 23 novembre 2011; quasi due anni dopo, il 1º luglio 2013, è stato pubblicato anche all'estero, in venti differenti Paesi.

## Album
L'album contiene tutti i singoli pubblicati precedentemente, ad eccezione di VACANCY, già inserito nell'EP Kylee meets Bounen no Zamned.
Oltre alla band di Kylee, hanno partecipato all'album il tastierista Daisuke Asakura (T.M.Revolution, access), il batterista SASSY (Anemone is Here, LM.C, ex-High and Mighty Color) e la chitarrista australiana Orianthi Panagaris (Alice Cooper, ex-Michael Jackson).
È stata pubblicata anche un'edizione speciale, contenente un DVD con tutti i videoclip dei singoli (con l'unica eccezione di VACANCY) più uno per BRAND NEW WAVE, nel quale appare anche Orianthi.

## Tracce
Testi e musiche di Kylee Saunders, tranne dove indicato.

### CD
1. It's You – 3:26
2. Crazy for You – 3:58
3. Never Give Up! – 4:10
4. Brand New Wave – 4:12 (Kylee Saunders, Orianthi Panagaris)
5. Give me a chance to say – 3:18
6. Music – 3:52
7. Kimi ga Iru Kara (キミがいるから?) – 5:03
8. One Step – 4:09
9. Missing – 4:09
10. Unnoticed – 2:46
11. Everlasting – 4:14
12. Yours Truly – 3:51

### DVD
1. Kimi ga Iru Kara (キミがいるから?) (Music Video) – 5:10
2. It's You (Music Video) – 3:33
3. Missing (Music Video) – 4:18
4. Everlasting (Music Video) – 4:11
5. Never Give Up! (Music Video) – 4:32
6. Crazy For You (Music Video) – 4:00
7. Brand New Wave (Music Video) – 4:17

## Formazione
- Kylee Saunders – voce
- Chris Vazquez – chitarra solista
- Jin Joo Lee – chitarra ritmica
- Troy Laureta – tastiere
- Bana Haffar – basso
- Patrick Jarrett – batteria

### Altri musicisti
- Orianthi Panagaris – chitarre in BRAND NEW WAVE
- Daisuke Asakura – tastiere in IT'S YOU
- SASSY – batteria in BRAND NEW WAVE